# Bergia auriculata
Bergia auriculata är en slamkrypeväxtart som beskrevs av Gregory John Leach. Bergia auriculata ingår i släktet Bergia och familjen slamkrypeväxter. Inga underarter finns listade i Catalogue of Life.